# José de la Serna e Hinojosa
Don José de la Serna e Hinojosa, primo conte di los Andes (Jerez de la Frontera, 1770 – Cadice, 6 luglio 1832), è stato un generale spagnolo ed ufficiale coloniale. Fu l'ultimo viceré del Perù ad esercitare un effettivo potere (dal 29 gennaio 1821 al dicembre 1824).

## Gioventù
Entrò nell'esercito in giovane età partecipando come cadetto alla difesa di Ceuta contro i Mori nel 1784. In seguito combatté i francesi in Catalogna (1795), i britannici sotto al comando dell'ammiraglio José de Mazarredo (1797), e partecipando al secondo assedio di Saragozza (1809). A Saragozza fu catturato e portato in Francia come prigioniero. Fuggì poco dopo.
In seguito viaggiò in Svizzera ed in Oriente, per poi tornare in Spagna nel 1811. In Spagna combatté sotto la guida di Wellington nella guerra d'indipendenza spagnola contro i francesi, fino all'espulsione di questi ultimi nel 1813.

## Al comando delle forze spagnole in Alto Perú
Nel 1816, avendo raggiunto il grado di maggiore generale, fu nominato al comando delle forze spagnole del Perù, impegnate nella lotta contro gli insorti. Giunse a Callao il 22 settembre 1816 procedendo diretto per l'Alto Perú (oggi Bolivia). Assunse il comando dell'esercito a Cotagaita il 12 novembre 1816. Il viceré Joaquín de la Pezuela ordinò a de la Serna di attaccare gli insorti argentini della provincia di Tucumán, ma de la Serna si oppose al progetto, lamentando la scarsità di forze a disposizione.
De la Serna avanzò fino a Salta, dove gli spagnoli furono sorpresi dalla comparsa in Cile, nel febbraio di 1817, dell'esercito delle Ande di José de San Martín. San Martín aveva compiuto una difficile traversata delle montagne dall'Argentina, impiegando 21 giorni. Conquistò il Cile, e l'esercito di de la Serna in Alto Perú fu costretto ad una guerriglia difensiva contro vari gruppi ribelli sparsi per il paese.

## Colpo di Stato contro Pezuela
Le relazioni con il viceré de la Pezuela peggiorarono. De la Pezuela era un assolutista, mentre de la Serna era un liberale. Alla fine de la Serna chiese di essere rimosso dall'incarico per poter tornare in Spagna. Il permesso fu concesso nel maggio del 1819, ed a settembre lasciò l'esercito in mano al generale José Canterac. Partì per Lima, ed al suo arrivo gli abitanti si dimostrarono favorevoli ad una sua permanenza in Perù, al fine di fronteggiare la minaccia di invasione di San Martín dal Cile. De la Pezuela accettò di promuovere de la Serna a tenente generale, nominandolo presidente del consiglio di guerra.
San Martin sbarcò a Pisco l'8 settembre 1820. De la Serna, tramite negoziati segreti, fu nominato comandante in capo dell'esercito radunato ad Aznapuquio, con l'obbiettivo di proteggere la capitale dall'avanzata di San Martin. Gli fu ordinato dal viceré di marciare su Chançay.
Il 29 gennaio 1821 i principali ufficiali di campo, partigiani di de la Serna, chiesero al viceré di dare le dimissioni in favore di de la Serna. De la Pezuela si rifiutò, ed ordinò a de la Serna di sedare la ribellione, ma de la Serna si dichiarò incapace di farlo. Il viceré abbandonò la sua carica quella stessa sera. In seguito la Spagna riconobbe il risultato di questo colpo di Stato.

## Viceré del Perù
Un delegato spagnolo, il capitano Manuel Abreu, giunse a Lima mentre San Martín minacciava la capitale. Portò al viceré l'ordine di negoziare per un insediamento pacifico. De la Serna mandò lui ad incontrare San Martín. I negoziati iniziarono il 3 maggio 1821 a Punchauca, con rappresentanti di entrambi gli schieramenti. La trattativa proseguì fino al 24 giugno, ma non portò ad accordi. Lo scoglio delle trattative era la richiesta di indipendenza. Gli insorti la chiedevano, e la Spagna insisteva per la sottomissione al re. Il 25 giugno ripresero le ostilità.
De la Serna fu obbligato ad abbandonare la capitale il 6 luglio 1821. San Martín entrò nella capitale quattro giorni dopo, accolto con giubilo dalla popolazione. Il 15 luglio 1821 fu firmato a Lima l'Atto di Indipendenza del Perù.
De la Serna si ritirò a Jauja, ed in seguito a Cuzco. Portò con sé la prima pressa da stampa di Cuzco, con la quale fu pubblicato il famoso giornale El Depositario.
Il 24 agosto de la Serna inviò il generale Canterac con 4000 uomini a riprendere Callao. Callao fu obbligata alla resa il 19 settembre 1821, a causa della mancanza di provviste. A Cuzco lo scontento portò alla diserzione nell'esercito del re. Il generale Olañeta si rifiutò di obbedire mantenendo una forza indipendente in Alto Perú.
Canterac fu sconfitto il 6 agosto 1824 da Simón Bolívar a Junín. De la Serna era ora deciso ad affrontare ogni rischio pur di sedare la rivolta. Lasciò Cuzco ad ottobre con un esercito di 10000 fanti e 1600 cavalieri. Incontrò un gruppo di insorti sull'altopiano di Ayacucho l'8 dicembre, ed il giorno seguente fu completamente sconfitto dal generale Antonio José de Sucre. De la Serna fu ferito e fatto prigioniero. L'esercito del re contò 2000 morti e feriti, e 3000 prigionieri, con il resto della forza disperso. Il generale Canterac, secondo in comando, firmò una onorevole capitolazione il giorno seguente, 9 dicembre 1824. De la Serna, che il giorno della battaglia era stato nominato conte di los Andes da re Ferdinando VII, fu rilasciato poco dopo e salpò per l'Europa. Il Vicereame del Perù era stato definitivamente sciolto.

## Ritorno in Spagna
In Spagna de la Serna fu ben accolto a corte, ed il suo operato ricevette consensi. Fu nominato capitano generale di Granada. Morì nel 1832 a Cadice.
Fece parte della Massoneria.